# 10389 Robmanning
10389 Robmanning (1997 LD) là một tiểu hành tinh vành đai chính.